# Maria Carolina de Bourbon des Deux-Siciles
Pour les articles homonymes, voir Marie-Caroline de Bourbon-Siciles et Bourbon-Siciles.
Titre
Héritière du trône des Deux-Siciles
Branche dite « de Castro »
Depuis le 14 mai 2016
(9 ans, 1 mois et 2 jours)
Maria Carolina de Bourbon des Deux-Siciles (en italien : Maria Carolina di Borbone delle Due Sicilie), née le 23 juin 2003 à Rome, est un membre de la maison de Bourbon-Siciles. Fille aînée du prince Charles de Bourbon des Deux-Siciles et de son épouse Camilla Crociani, elle porte les titres de courtoisie de duchesse de Calabre et de Palerme.

## Biographie

### Famille
Descendante du roi Ferdinand Ier des Deux-Siciles et de la reine Marie-Caroline d'Autriche dont la dynastie a été déchue en 1860 par les Chemises rouges de Garibaldi et un référendum truqué au profit de la maison de Savoie, la princesse Maria Carolina est née le 23 juin 2003 à Rome, en Italie. Elle est la première de sa dynastie à être née sur le sol italien, 134 ans après une fille de François II, Maria-Cristina-Pia, née en 1869 lors de l'exil de ses parents à Rome, et qui meurt au berceau. 
Maria Carolina a été baptisée dans la chapelle palatine du palais royal de Caserte. Ses parrains et marraines sont le prince Laurent de Belgique, le prince Pierre d'Arenberg, Anna Maria Pisanu (épouse de l’ex-président de la Région Sardaigne Giuseppe Pisanu) et l'actrice Inés Sastre.
Son nom est composé en évoquant celui de ces personnages historiques : l'archiduchesse Marie-Caroline d'Autriche, épouse du roi Ferdinand Ier, premier roi des Deux-Siciles, et fille de l'empereur François Ier, duc de Lorraine, et de l'archiduchesse Marie-Thérèse d’Autriche. Chantal provient du prénom de sa grand-mère paternelle Chantal de Chevron-Villette, et Edoarda du prénom de sa grand-mère maternelle, l'actrice Edy Vessel. Beatrice, par contre, provient du prénom de la tante paternelle, la princesse Béatrice de Bourbon des Deux-Siciles, et Januaria a été choisi en hommage à San Gennaro, saint patron de Naples.
Maria Carolina a une sœur cadette, Maria Chiara, née en 2005. Elles vivent toutes deux avec leurs parents entre Monaco, Paris et Rome.

### Activités
Figure du monde, actrice et mannequin occasionnelle, habituée des événements mondains et des réseaux sociaux où elle est suivie par des centaines de milliers d'internautes, elle pose souvent en compagnie de sa sœur cadette.
Elle est scolarisée à domicile avec une tutrice privée jusqu'au baccalauréat, avant de commencer un cursus à l'université Harvard.
Pour ses dix-huit ans, en 2021, ses parents lui offrent une moto Harley Davidson Heritage Classic de plus de 300 kg, connue pour sa forte accélération. Sa famille publie une photo où elle pose dessus sans casque et le pare-brise retiré. 
En mai 2025, elle percute de plein fouet un mur avec sa moto, à Monaco, ne faisant pas d'autres victimes. Elle survit grâce à son casque et à des soins intensifs. Elle publie alors sur Instagram un avis favorable au port du casque et une photo d'elle avec un casque.

### Apparitions publiques
La princesse Maria Carolina et sa sœur ont participé au baptême du prince Vincent et de la princesse Josephine de Danemark en 2011. Leur père, Charles, est l'un des six parrains de la princesse Joséphine.
La princesse Maria Carolina, ainsi que sa sœur, la princesse Maria Chiara, ont participé à la cérémonie de clôture du voyage du PlanetSolar, qui a eu lieu à Monaco le 25 mai 2012.
En janvier 2014, la famille de Bourbon des Deux-Siciles, a participé à la cérémonie de béatification de la reine des Deux-Siciles Marie-Christine de Savoie, première épouse du roi Ferdinand II des Deux-Siciles et mère du dernier roi François II des Deux-Siciles, qui s’est déroulée en la basilique Santa Chiara de Naples, Italie. Au mois de mai 2014, la princesse Maria Carolina a reçu le sacrement de la première communion en même temps que sa sœur et que les princes Nicolas et Aymeric de Belgique à Bonlez, en Belgique.
La princesse Maria Carolina a été nommée ambassadrice du projet Passion Sea depuis novembre 2015, qui s'occupe de la sauvegarde des océans.
En mars 2016, elle a participé à la marche pour la paix à New York, un projet lancé par la UN Women for Peace Association qui lutte pour la défense des femmes victimes de violences.
Le 14 mai 2016, les princesses Maria Carolina et Maria Chiara de Bourbon des Deux-Siciles, ont reçu la confirmation durant la cérémonie solennelle qui a clos le 2e pèlerinage international de l'ordre sacré et militaire constantinien de Saint-Georges (branche de Castro), présidée par le cardinal Renato Raffaele Martino, face à l’autel de la chaire de la basilique Saint-Pierre, en présence de plus d’un millier de chevaliers et dames des ordres dynastiques de la maison de Bourbon-Siciles (branche cadette). Son parrain est le prince Jean-Christophe Napoléon dont la mère est également un membre de la Maison royale des Deux-Siciles.

### Débuts au cinéma
En 2014, Maria Carolina et sa sœur ont fait leurs débuts au cinéma avec un petit rôle au côté de l’actrice Nicole Kidman dans le film Grace de Monaco.

### Question dynastique
Le 14 mai 2016, le prince Charles de Bourbon des Deux-Siciles, prétendant au trône (branche cadette), a rendu publique sa décision de confier, dans le futur, sa succession à ses filles, avec les droits et devoirs inhérents. Selon un acte disposé à Rome le 12 mai 2016, le prince a décidé de modifier les règles de succession qui étaient en vigueur au sein de la maison royale des Deux-Siciles, en substituant avec le droit d’aînesse absolu toutes les règles de succession antérieures et en nommant donc la princesse Maria Carolina comme son successeur direct. Sept monarchies d'Europe (Suède, Norvège, Danemark, Pays-Bas, Belgique, Luxembourg et Royaume-Uni) ont déjà répondu à cette modification des règles de succession au trône en privilégiant l'enfant premier né, quel que soit son sexe.

## Titulature et décorations

### Titulature
- 23 juin 2003 - 25 décembre 2013 : Son Altesse Royale la princesse Maria Carolina de Bourbon des Deux-Siciles ;
- 25 décembre 2013 - 14 mai 2016 : Son Altesse Royale la princesse Maria Carolina de Bourbon des Deux-Siciles, duchesse de Palerme[14].
- depuis le 14 mai 2016 : Son Altesse Royale la princesse Maria Carolina de Bourbon des Deux-Siciles, duchesse de Calabre et de Palerme[15].

### Décorations
- Chevalier de l'illustre ordre royal de Saint-Janvier (maison de Bourbon-Siciles, 23 juin 2021)[16]
- Dame grand-croix de justice de l'ordre sacré et militaire constantinien de Saint-Georges (maison de Bourbon-Siciles, 8 novembre 2018)[17]
- Médaille d'or de la Croix-rouge italienne (Italie, 2018)[16]
- Médaille de la reconnaissance de la Croix-rouge monégasque (Monaco, 2018)[16]

## Autres sources
- Article Paris-Match (2022),
- Le Soir (be) (2018),
- Paris Match (2016)